# Trolltjärnen (Särna socken, Dalarna, 684111-131484)
Trolltjärnen är en sjö i Älvdalens kommun i Dalarna och ingår i Dalälvens huvudavrinningsområde. Sjön har en area på 0,106 kvadratkilometer och ligger 879 meter över havet. Sjön avvattnas av vattendraget Borgan. Vid provfiske har elritsa och röding fångats i sjön.

## Delavrinningsområde
Trolltjärnen ingår i det delavrinningsområde (684345-131462) som SMHI kallar för Ovan Rödfjällsbäcken. Medelhöjden är 877 meter över havet och ytan är 13,61 kvadratkilometer. Det finns inga avrinningsområden uppströms utan avrinningsområdet är högsta punkten. Borgan som avvattnar avrinningsområdet har biflödesordning 2, vilket innebär att vattnet flödar genom totalt 2 vattendrag innan det når havet efter 521 kilometer. Avrinningsområdet består mestadels av kalfjäll (92 procent). Avrinningsområdet har 0,11 kvadratkilometer vattenytor vilket ger det en sjöprocent på 8,4 procent.